# Honda Lead
L’Honda Lead (noto anche come Honda NH) è uno scooter prodotto dalla casa motociclistica giapponese Honda dal 1982.

## Prima generazione NH50/NH80/NH125 (1982-1988)

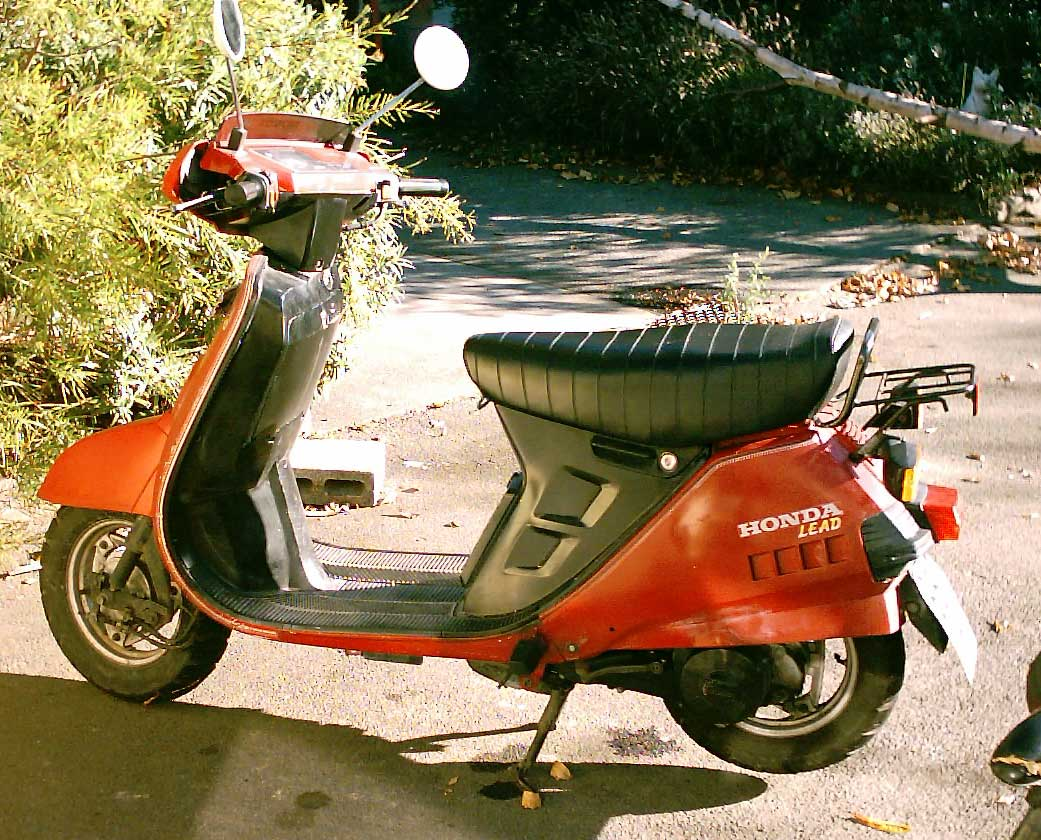
Lead 80 di prima generazione

Presentato in Giappone il 18 febbraio 1982, la prima generazione del Lead (serie NH) era uno scooter compatto progettato per essere venduto globalmente; uno dei punti di forza del veicolo erano le dimensioni compatte, la pedana piatta, carrozzeria in plastica e una gamma motori due tempi raffreddata ad aria composta dal cinquantino (Lead AF01) e dal modello di punta da 80 cm³ (Lead HF01). Disponeva di cambio automatico a variatore, avviamento elettrico e miscelatore automatico. L’impianto frenante era a tamburo anteriore e posteriore da 95 mm. La lunghezza era si 1,675 mm, larghezza di 655 mm e altezza di 1.070 mm con passo di 1.170 mm e sella alta 730 mm da terra. In Nord America venne venduto come Honda Aero.
Il motore 50 cm³ eroga 5,0 CV sul mercato giapponese e in molti mercati di esportazione, mentre in Italia e Germania la potenza venne ridotta da codice a 3,1 CV. La velocità massima era limitata a 50 km/h, 40 invece su quello italiano. La coppia massima era di 4,1 Nm a 4500 giri/min. Il peso era di 73 kg.

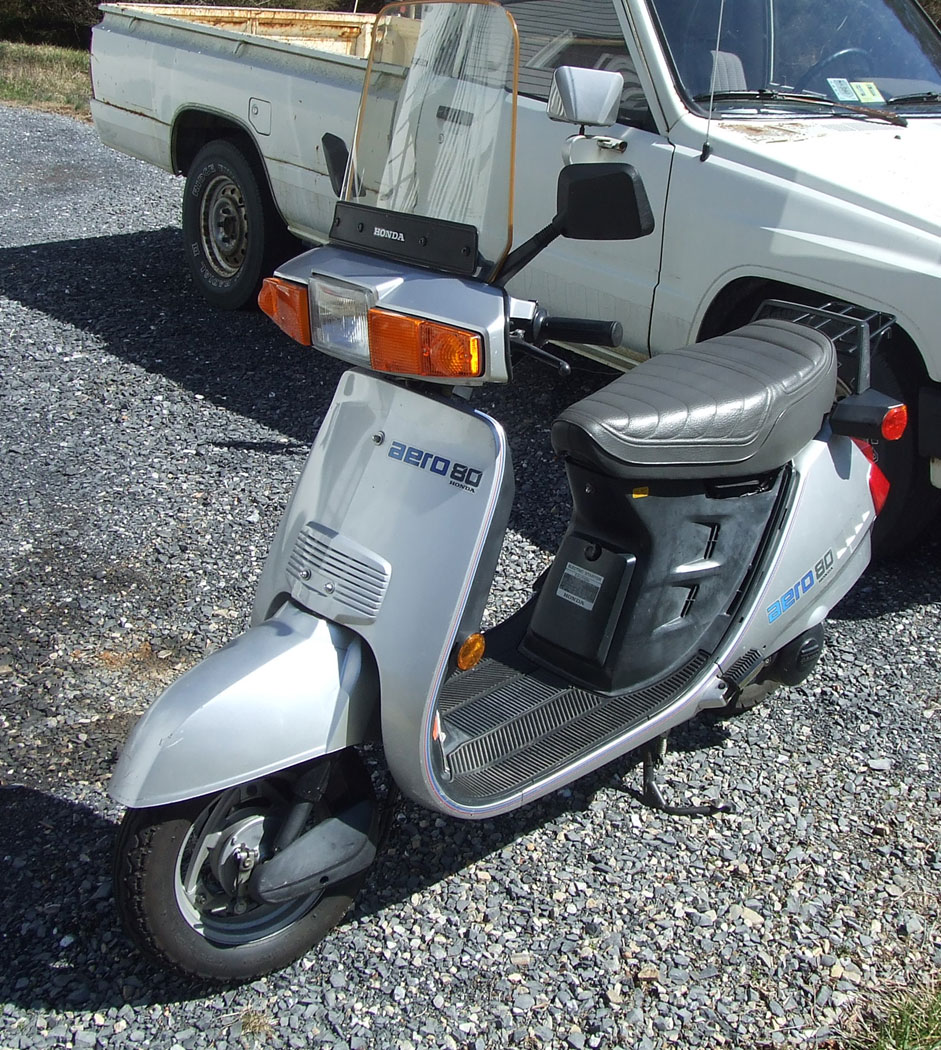
Lead NH80 di prima generazione, venduto come Honda Aero in Nord America

Il Lead 80 monta un monocilindrico da 79,5 cm³ che eroga 6,6 CV a 6.500 giri/min e 7,85 Nm di coppia massima a 5.000 giri/min. Il peso è di 73,4 kg. 
La casa ingaggiò il tennista professionista Björn Borg per pubblicizzare il veicolo. 
Il 15 ottobre dello stesso anno venne lanciato il Lead 125 (JF01) con motore 124 cm³ due tempi che erogava 10 CV a 6,500 giri/min di potenza massima e 12,75 Nm di coppia massima a 5.000 giri/min. Il Lead 125 aveva una lunghezza di 1.750 mm, larghezza di 650 mm e altezza di 1.090 mm con un passo di 1.205 mm e sella alta 740 mm da terra. Il peso era di 86 kg. Tale modello però rimarrà in listino sul mercato giapponese solo un anno sostituito dall’Honda Spacy 125 con un motore a 4 tempi. La produzione per l’export continuerà per vari anni.
Nel febbraio 1983 debutta il Lead 50S, una variante sportiva che presenta un nuovo impianto di scarico e potenza incrementata a 5,5 CV. Ad aprile dello stesso anno la gamma si arricchisce dell’Honda Leader 50 (AF03), tale modello non è altro che una versione arricchita del classico Lead 50S che va ad affiancare e presenta nuovi adesivi per la carrozzeria, tachimetro digitale e computer di bordo. 
A luglio 1984 viene presentato il Lead 50SS, un restyling della precedente versione S, con motore 50 cm³ potenziato a 6,2 CV, nuova sospensione anteriore TLAD anti affondamento, freno a disco anteriore. L’anno successivo le stesse modifiche vengono introdotte sul nuovo 80SS con il motore da 80 cm³. 
L’ultimo aggiornamento si ha nel 1986 dove il cinquantino vede incrementare la potenza a 6,4 CV.
A causa delle basse vendite europee, dovute sia dai dazi sui motocicli importati dal Giappone, sia alla concorrenza subita da altri scooter della stessa Honda come il Vision Met-In e l’SH Fifty che erano prodotti in Belgio, il Lead sarà sostituito sul mercato europeo dall’Honda Bali fabbricato in Italia ad Atessa.

## Seconda generazione NH50/NH90 (1988-1998)
La seconda generazione viene presentata nel marzo del 1988. Totalmente nuova presenta uno stile più moderno con il frontale più arrotondato con una pedana curva ma sempre di forma appiattita. Il vano sottosella è più grande ed ha una capacità di 28 litri e può contenere un casco.
Nei mercati sud americani è stato venduto come Honda Yupi.

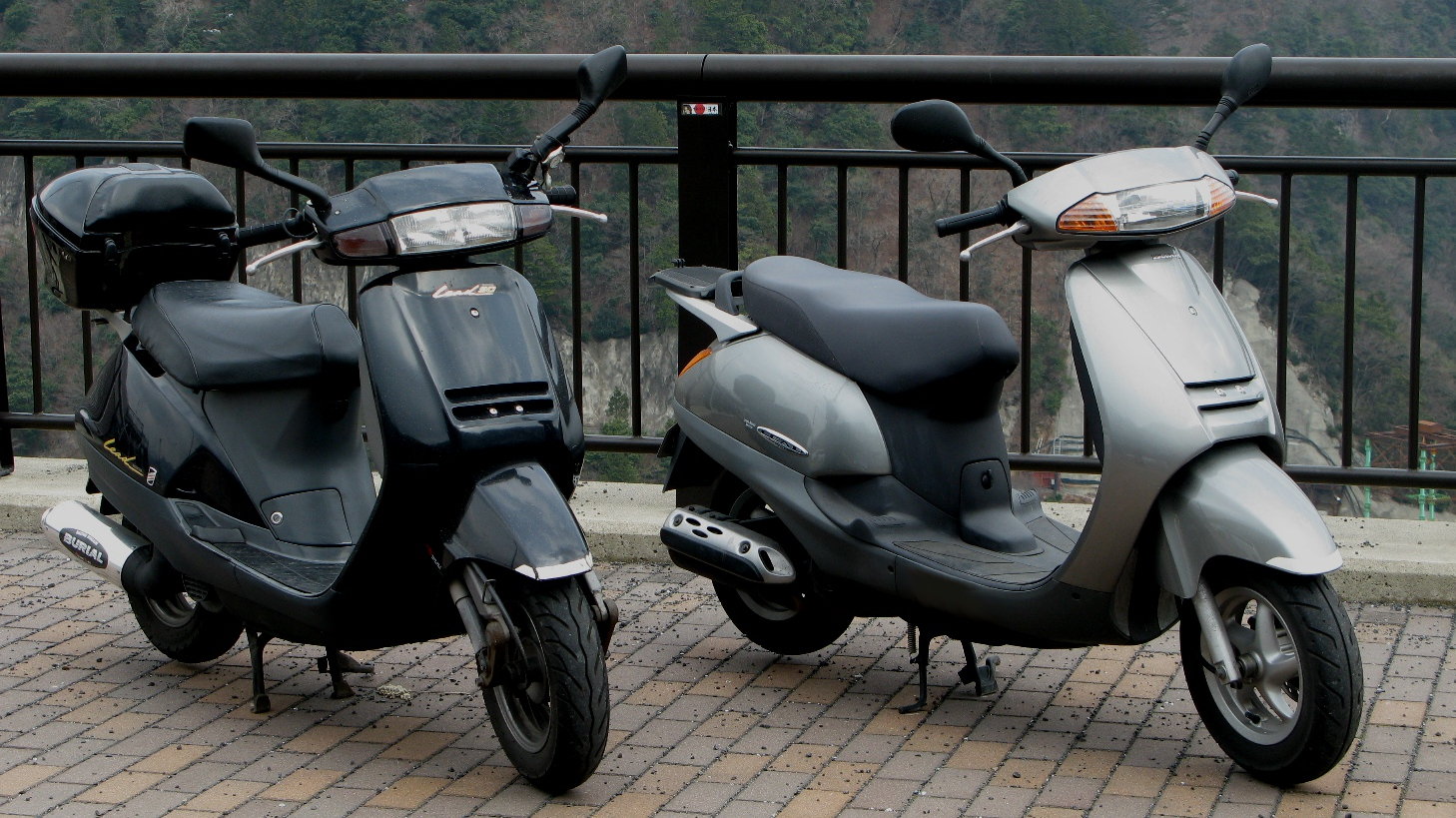
Honda Lead 90 (NH90 a sinistra) e Honda Lead 100 (NH100 a destra)

La lunghezza è di 1.755 mm, larghezza 715 mm e altezza di  1.060 mm con passo di 1.235 mm e sella alta 735 mm da terra. L’impianto frenante utilizza disco anteriore e tamburo al posteriore. La sospensione anteriore è a forcella anti affondamento, la posteriore ha un ammortizzatore singolo.
La gamma motori si compone del 50 dell’inedito motore 90. Il Lead 50 monta il motore AF20E raffreddato ad aria, monocilindrico a due tempi che eroga 6,4 CV a 6.500 giri/min e una coppia di 7,16 Nm a 6.000 giri/min. Ha la sella monoposto e pesa a secco 76 kg.
Il Lead 90 monta il motore HF05E monocilindrico due tempi raffreddato ad aria da 89 cm³ che eroga 8,4 CV a 6.500 giri/min e 9,8 Nm a 4.000 giri/min. Ha un peso a secco di 78 kg e monta la sella biposto.
Nel 1992 viene sottoposto a un leggero restyling dove le plastiche della carrozzeria vengono ridisegnate e hanno forme più tondeggianti.
Dal 1992 viene prodotto su licenza anche dalla Daelim in Corea del Sud ribattezzato Daelim Honda Super Lead 90 nella versione con motore da 90 cm³.

## Terza generazione NH50/NH100 (1998-2003)
Presentata nel gennaio del 1998 la terza serie è un profondo restyling del precedente Lead: mantiene la stessa ciclistica e la stessa meccanica mentre cambia lo stile con una carrozzeria dalle plastiche arrotondate e viene introdotto un nuovo motore da 100 che sostituisce il precedente 90, mentre alla base resta il cinquantino.
Le dimensioni sono 1.795 mm di lunghezza, 0.680 di larghezza e 1.060 di altezza con sella ribassata a 660 mm da terra. Le ruote sono da 10”. L’impianto frenante introduce il sistema CBS di frenata combinata sul modello 100.
Il motore 50 è il 49 cm³ AF48E due tempi raffreddato ad aria che eroga 5,9 CV a 6.750 giri/min e 6,4 Nm di coppia massima a 5.000 giri/min. Il peso a secco è di 84 kg. La sella è monoposto.
Il motore 100 JF06E è un due tempi raffreddato ad aria con una cubatura effettiva di 101 cm³ ed eroga 9,3 CV a 6.750 giri/min e una coppia massima di 9,8 Nm a 6.000 giri/min. Il peso a secco è di 92 kg. Questa versione ha la sella biposto.
Nel 2001 viene introdotto l’antifurto come optional.
La produzione del Lead appartenente alla serie NH, termina nel 2003 sostituito dall’Honda Spacy 100. È stata l’ultima generazione ad essere prodotta in Giappone. 
Dal 2003 la denominazione Lead viene attribuita alla nuova serie denominata SCV che viene prodotta in India e venduta globalmente ma non sul mercato giapponese. 

## Quarta generazione SCV 100 Lead (2003-2007)

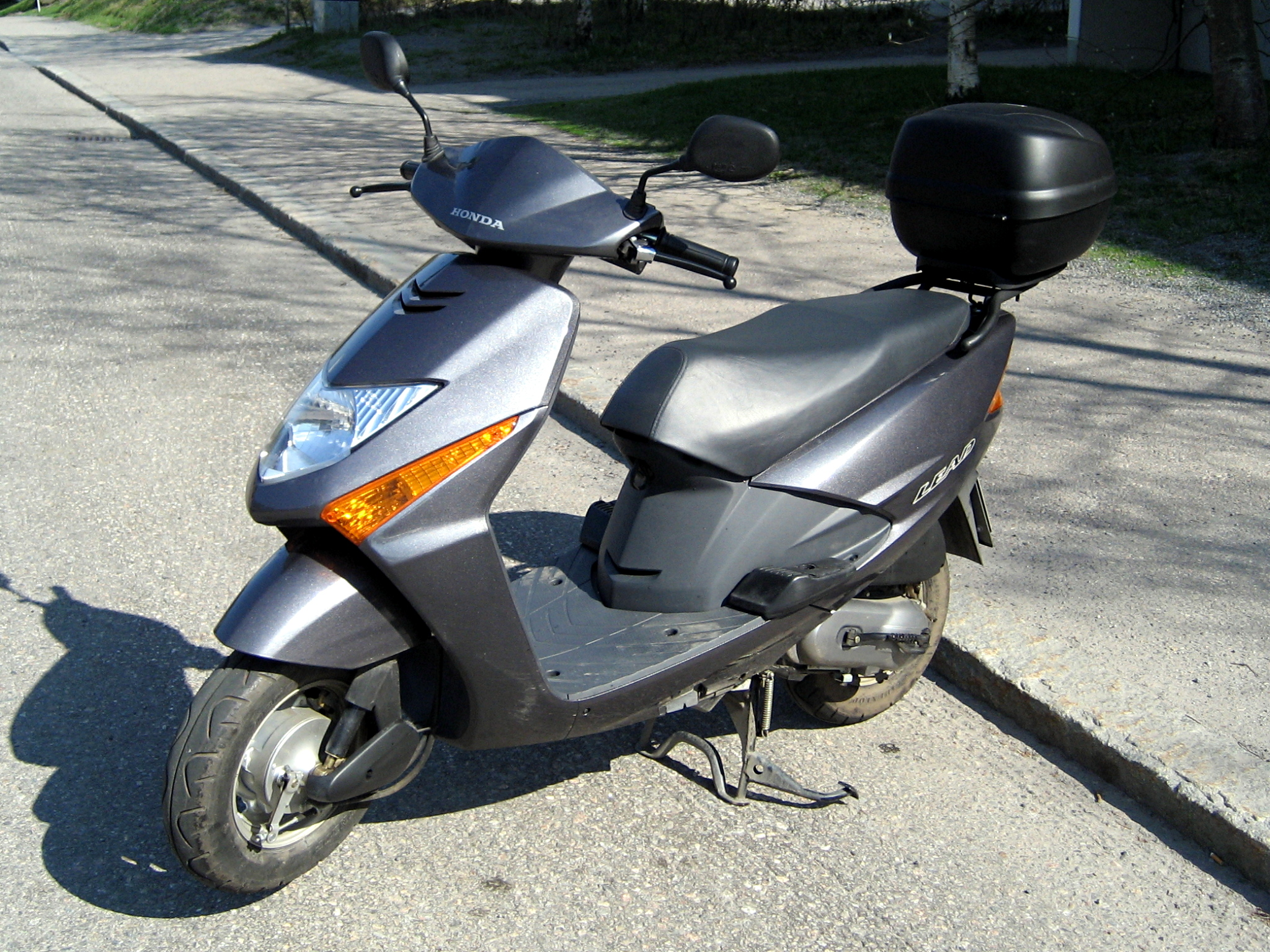
Honda SCV 100 Lead

Nel settembre 2002 Honda introduce in India un nuovo scooter denominato SCV 100 Dio, appartenente alla nota famiglia Dio venduta in passato sia in Europa che in Giappone. Nel 2003 decide di esportare anche fuori dall’India tale scooter riutilizzando la denominazione Lead.
Introdotto in Europa nell’aprile 2003 l’SCV 100 Lead fabbricato in India si distingue dal gemello Dio per alcuni dettagli estetici e le finiture. Trattasi di un progetto di scooter low cost a ruote basse ma con pedana piatta e un motore da 100 in grado di consumare come un cinquantino.
Ha un inedito telaio a trave dorsale centrale in acciaio tubolare con sospensione anteriore leading-link oleopneumatica, escursione 80 mm. La sospensione posteriore è a forcellone con monoammortizzatore, escursione 71 mm. Ha impianto frenante a tamburo sia anteriore che posteriore da 130 mm. La lunghezza è di 1.845 mm, la larghezza di 710 mm e l’altezza di 1.110 mm. Interasse: 1.235 mm, altezza della sella 765 mm.
Il motore è un monocilindrico 4 tempi raffreddato ad aria (SOHC) due valvole, cilindrata effettiva di 102.1 cm³, eroga 7 CV (5,15 kW) a 7.500 giri/min e una coppia di 7,5 Nm a 5.500 giri/min. Il cambio è a variatore. È omologato Euro 2. Il peso con pieno è di 107 kg, a secco è di 100,5 kg. La velocità massima è di 81 km/h. Il consumo medio è di 3,1 litri per 100 km.
Esteticamente richiama nel design il fratello maggiore Honda Dylan con il grande fanale appuntito.
L’SCV 100 esce di produzione nel 2007 sostituito dall’NHX 110 Lead.

## Quinta generazione NHX 110 Lead (2008-2013)
La quinta generazione del Lead viene presentata ad EICMA nel novembre del 2007 e posta in vendita in Europa e in Giappone nel gennaio 2008.

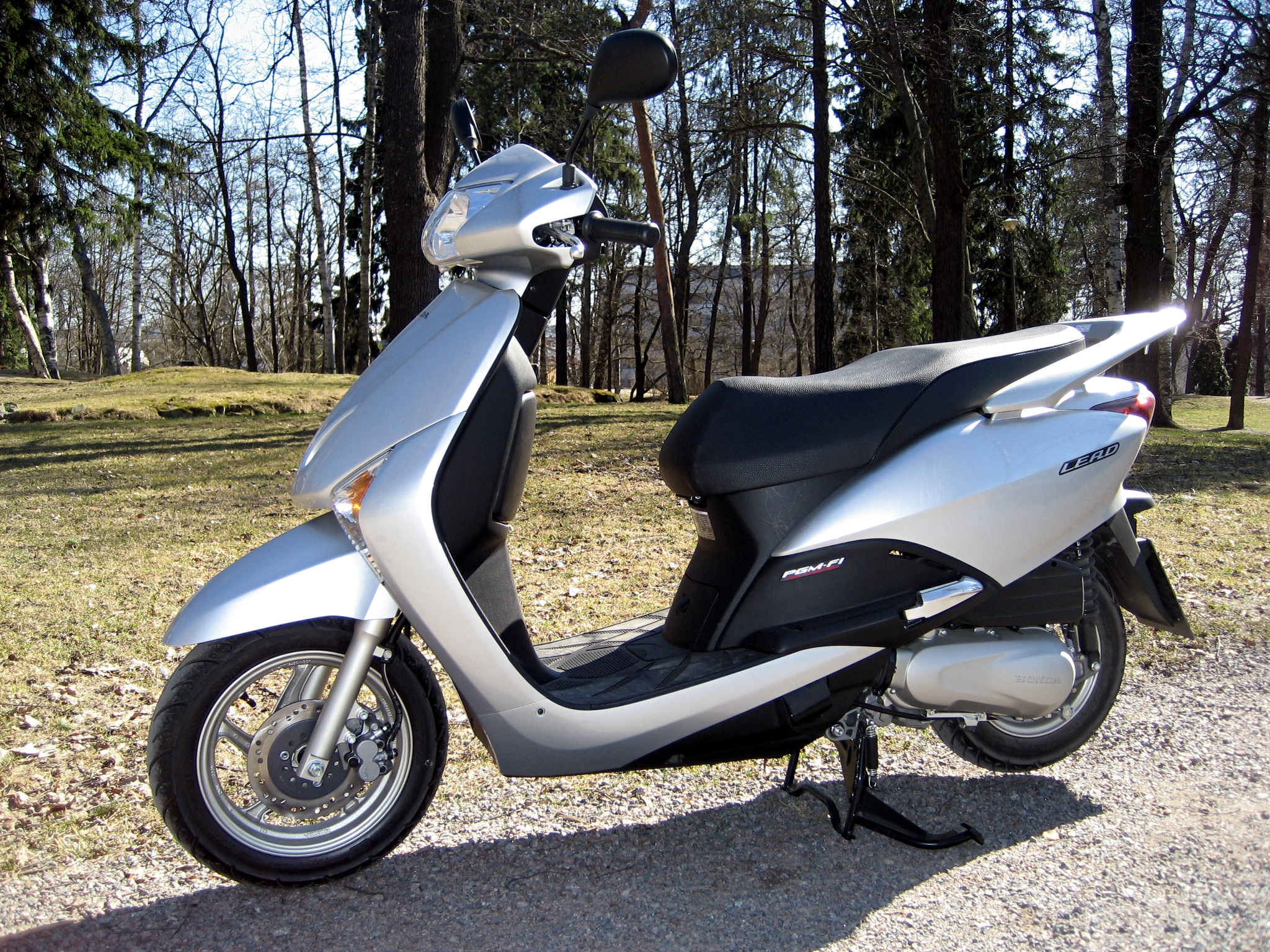
Honda Lead 110

Questa serie, come per la precedente, è l’adattamento alle esortazioni di un modello già esistente infatti si basa sull’Honda SCR110 che venne introdotto sul mercato cinese nel 2006. Le uniche differenze riguardano dettagli estetici e rifiniture oltre al set-up delle sospensioni. Il Lead NHX viene prodotto in Cina dalla Wuyang-Honda Motors (nello stabilimento di Guangzhou) e adotta un nuovo motore monocilindrico 110 quattro tempi raffreddato ad acqua con iniezione elettronica PGM-FI da 108 cm³ effettivi che eroga 9 CV a 7.500 giri/min e una coppia di 9,3 Nm a 6.250 giri/min. Il motore è omologato Euro 3. La lunghezza è di 1.835 mm, larghezza 665 mm, altezza sella 740 mm e passo di 1.275 mm. Il peso a secco è di 114 kg.
La sospensione anteriore è una forcella telescopica con steli da  33 mm, al posteriore viene adottato il mono ammortizzatore con motore oscillante. La ruota anteriore è da 12", la posteriore da 10". L’impianto frenante dispone di disco anteriore da 190 mm e tamburo posteriore da 130 mm con il sistema di frenata combinata CBS.
Nel 2010 viene introdotto il freno anteriore a disco con pinza a tre pistoncini e nuovi colori per la carrozzeria. In Nord America viene importato con la denominazione Honda Elite.
Le importazione in Europa terminano nel 2012 sostituito dal nuovo ruote alte Honda Vision (serie NCS). 

## Sesta generazione (dal 2013)
Nel marzo 2013 viene presentata la nuova generazione prodotta in Vietnam.

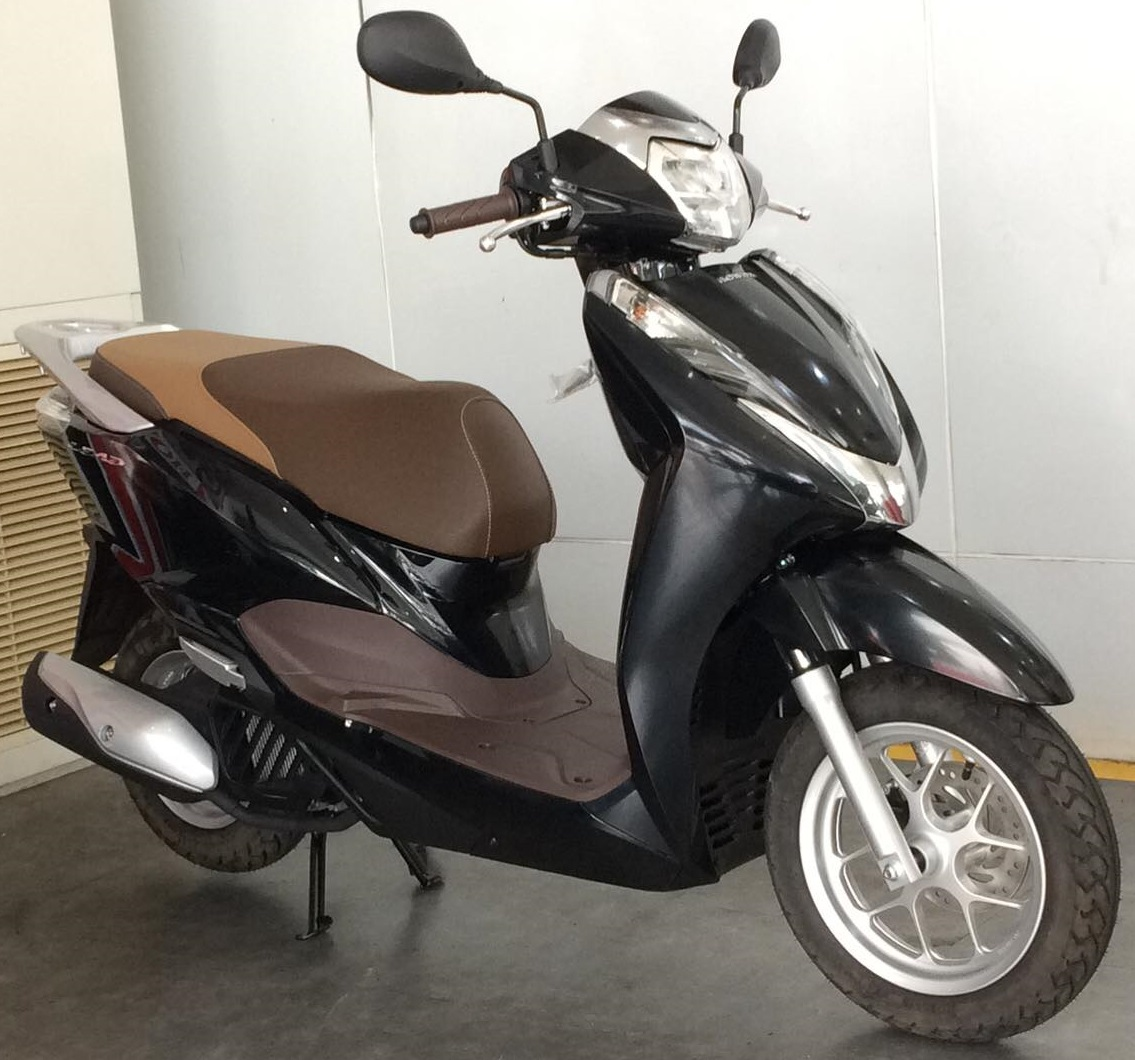
Honda Lead 125 del 2021

Questo modello non è un rimarchiamento di uno pre-esistente ma è stato sviluppato per essere venduto esclusivamente sul mercato asiatico. Noto con il codice di telaio JF45, adotta lo stesso motore 125 cm³ dell’Honda PCX, un monocilindrico della famiglia eSP quattro valvole e raffreddato a liquido con sistema start&stop. Il motore eroga 11 cavalli a 8.500 giri/min e 11 Nm di coppia massima a 5.000 giri/min. 
Esteticamente richiama il fratello maggiore SH con la grande mascherina frontale cromata a V che unisce gli indicatori di direzione e il fanale sul manubrio. Il vano sotto sella ha una capacità di 37 litri. La lunghezza è di 1.840 mm, la larghezza di 680 mm e l’altezza di 1.130 mm. Il passo misura 1.275 mm. La sella è alta 760 mm da terra.
L’impianto frenante è composto da disco anteriore e tamburo posteriore con sistema CBS. La ruota anteriore è da 12”, la posteriore da 10”.
Nel gennaio 2022 subisce un restyling (codice telaio JK12) dove viene introdotto l’avviamento a pulsante keyless, nuove cromature e colorazioni per la carrozzeria, presa USB nel vano sottosella. Aggiornato il motore che sul mercato giapponese eroga ora 11 cavalli a 8.750 giri/min e 12 Nm di coppia a 5.250 giri/min.